# Shiraishi Takahiro
Shiraishi Takahiro (白石隆浩 (Bạch Thạch Long Hạo) sinh ngày 9 tháng 10 năm 1990) là một tên sát nhân hàng loạt và hiếp dâm người Nhật Bản, hay còn được gọi là "Sát thủ Twitter", biệt danh mà các phương tiện truyền thông đặt cho anh vào thời điểm bị tuyên án. Tại Zama, Nhật Bản, trong khoảng thời gian từ tháng 8 đến tháng 10 năm 2017, Shiraishi đã sát hại chín người, chủ yếu là phụ nữ trẻ, trong đó có ba nữ sinh trung học.

## Tiểu sử
Shiraishi Takahiro sinh ngày 9 tháng 10 năm 1990 tại Zama, Kanagawa, Nhật Bản. Từ nhỏ, Shiraishi là một người hiền lành và ít nói, thành tích học tập ở mức trung bình. Những bạn học cùng lớp nhận xét Shiraishi rất thích chơi thể thao, biết lắng nghe và ít chia sẻ về bản thân.
Shiraishi Takahiro sống trong một căn hộ ở thành phố Zama, tỉnh Kanagawa. Được biết, Shiraishi thường theo dõi Twitter và liên lạc với những người có ý định tự sát rồi yêu cầu họ đến nhà để có thể xem họ tự tử. Thậm chí, anh còn đề nghị giúp tự sát và chết cùng họ. Một người bạn của Shiraishi cho biết anh hay tham gia vào các trò chơi bóp cổ với bạn bè ở trường; các dấu hiệu trên thi thể của những nạn nhân sau đó cũng cho thấy họ đã bị bóp cổ đến chết.
Trước khi chuyển đến Zama, Shiraishi từng làm nghề môi giới chuyên dụ dỗ phụ nữ vào nhà thổ để làm việc trong ngành công nghiệp tình dục ở Kabukichō, phố đèn đỏ lớn nhất Tokyo. Ở giai đoạn này, mọi người bắt đầu cảnh báo người dân địa phương về Shiraishi và mô tả anh như một "tên môi giới đáng sợ". Shiraishi sau đó chuyển từ Tokyo đến một căn hộ ở Zama vào tháng 8 năm 2017.

## Điều tra và bắt giữ

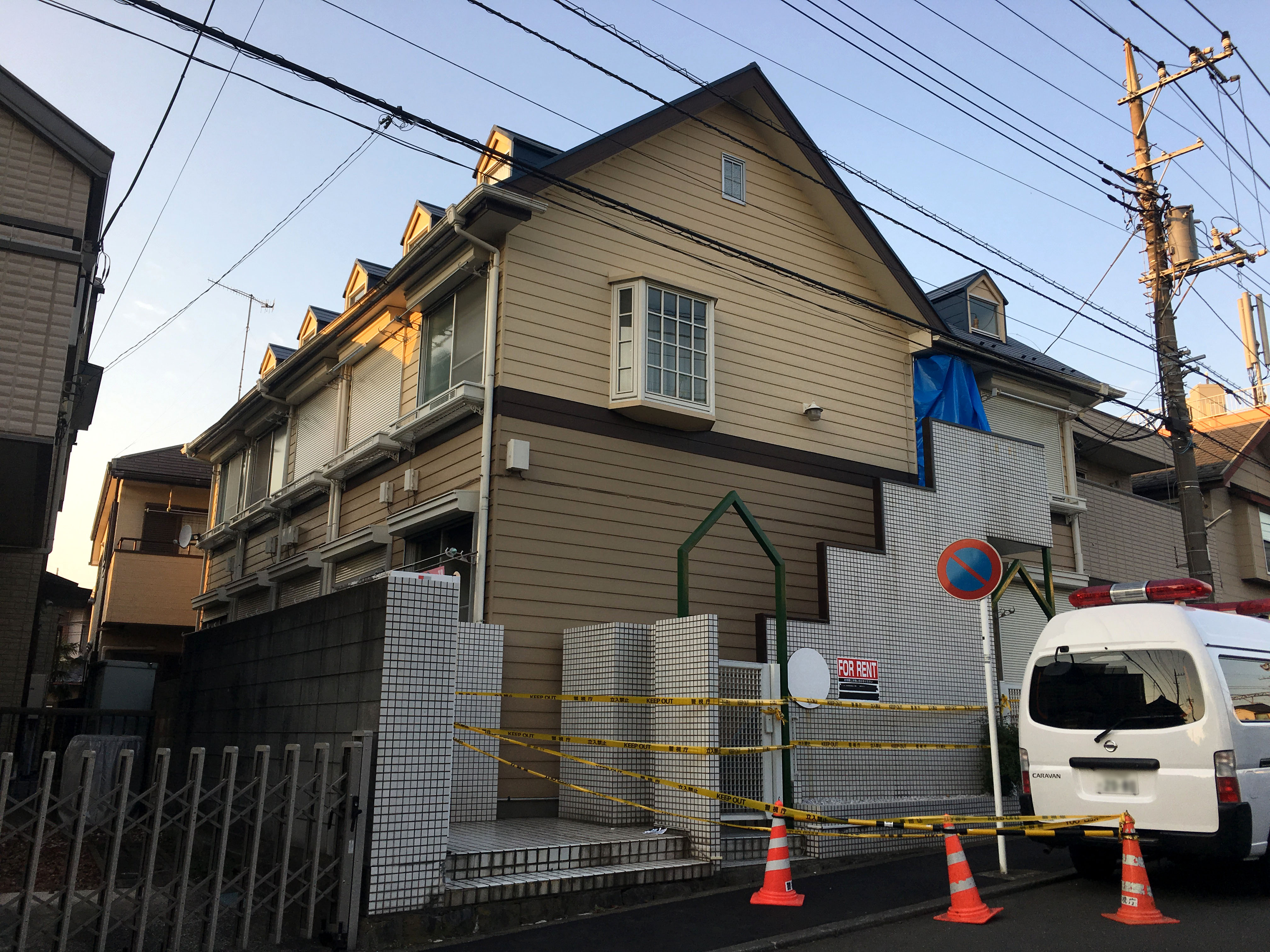
Căn hộ nơi tìm thấy thi thể.

Người anh trai của một nạn nhân mất tích đã tự mình bắt đầu cuộc điều tra đi tìm em gái. Một người phụ nữ cũng tham gia cùng hỗ trợ bằng cách liên hệ với Shiraishi để thiết lập một cuộc hẹn giả rồi âm thầm trình báo cảnh sát.
Cảnh sát sau đó đã đến căn hộ của Shiraishi và hỏi tung tích nạn nhân. Shiraishi chỉ tay về phía tủ đông rồi nói thi thể ở trong đó. Họ tìm thấy chín xác chết trong ngôi nhà, tất cả đều đã bị phân xác. Trong ba thùng ướp lạnh và năm thùng chứa lớn, cảnh sát tìm thấy đầu, chân và tay của nạn nhân. Những người hàng xóm cho biết họ ngửi thấy mùi hôi thối bốc ra từ ngôi nhà của đối tượng. Chín nạn nhân là tám phụ nữ và một nam giới, tất cả đều trong độ tuổi từ 15-26.
Điều tra của cảnh sát đã xác nhận người phụ nữ mất tích từng đi dạo với Shiraishi vào ngày 23 tháng 10. Shiraishi thú nhận đã sát hại và chặt xác chín người. Trước khi thực hiện vụ giết người, Shiraishi có nói với cha mình rằng cuộc sống không còn ý nghĩa. Nghi phạm khai động cơ dẫn đến hành vi giết người hàng loạt là vì tiền và thỏa mãn ham muốn tình dục; anh ta từng lấy 500.000 yên của một nạn nhân.

## Xét xử
Vào ngày 1 tháng 10 năm 2020, Shiraishi đã thừa nhận tội giết người. Đến ngày 15 tháng 12 cùng năm, Tòa án quận Tokyo kết án tử hình đối với Shiraishi Takahiro. Shiraishi nói rằng sẽ không kháng cáo bản án của mình. Theo tin từ NHK, 435 người đã đến xem phán quyết, mặc dù tòa án chỉ có 16 ghế ngồi dành cho công chúng. Trước đó, các công tố viên đề nghị mức án tử hình nhưng phía luật sư bào chữa đề nghị giảm nhẹ hình phạt với đối tượng vì các nạn nhân bày tỏ ý định tự tử trên mạng xã hội, đồng nghĩa với việc họ chấp thuận cái chết. Luật sư bào chữa còn cho biết Shiraishi có thể bị thiểu năng trí tuệ hoặc bị suy giảm năng lực vào thời điểm xảy ra vụ án. Tuy nhiên, cơ quan công tố đã bác bỏ luận điểm này. Bị can có bày tỏ mong muốn được gặp một "cô gái bình thường" và kết hôn trước khi bị tử hình.